# Nick Cheuk
Nick Cheuk Yick Him (卓亦謙; nascut el 21 d'octubre de 1987) és un director i guionista de Hong Kong més conegut pel seu debut com a director Time Still Turns the Pages (2023), que li va valer el Millor director nou als 60ns Premis Cavall d'Or i el Millor director novell als 42ns Premis de Cinema de Hong Kong.

## Biografia
Cheuk va néixer el 21 d'octubre de 1987 a Hong Kong. És fill de Warner Cheuk, el subsecretari en cap adjunt d'administració de Hong Kong. a tenir els seus estudis secundaris al Raimondi College, l'alma mater del seu pare, però no va tenir un bon rendiment acadèmic. Tanmateix, es va submergir en l'edició de vídeo després de crear rodets destacats de l'NBA amb Windows Movie Maker i va rebre comentaris positius als fòrums en línia. També va despertar l'interès per les pel·lícules després de veure la pel·lícula de 1997 Good Will Hunting. metge en lloc d'estudiar assignatures d'humanitats. Només aconseguint 8 punts a l'Examen de certificat d'educació de Hong Kong, el seu pare el va enviar a un internat a Gran Bretanya després del Formulari 5. Més tard va tornar a Hong Kong i va assistir a la Universitat de la Ciutat de Hong Kong per estudiar mitjans creatius. Va ser mentor pel director i professor convidat Patrick Tam, i va guanyar el premi de plata als 18ns Premis Ifva amb el seu projecte de graduació, Waiting to Drown....
Després de graduar-se amb un Bachelor of Arts el 2012,Cheuk va treballar com a assistent d'escriptor per a la pel·lícula dramàtica esportiva Unbeatable i el thriller d'acció Mo ging. El 2017, Cheuk va escriure la pel·lícula de terror Zombiology: Enjoy Yourself Tonight (|今晚打喪屍), que va ser el seu primer guió acreditat.També va coescriure el thriller d'acció Paradox amb Jill Leung el mateix any.
El 2019, Cheuk va sol·licitar i va rebre finançament de la "First Feature Film Initiative" del Hong Kong Film Development Council amb un esborrany de guió de Time Still Turns the Pages. Va escriure el guió el 2015 basat en la mort d'un amic proper i company de classe d'universitat, però va alterar certs aspectes de les experiències del seu amic per aprofundir en el fenomen preocupant del suïcidi d'estudiants a Hong Kong. Cheuk també va exercir de director i coeditor de la pel·lícula. La pel·lícula ha obtingut elogis de la crítica pel seu tema, l'atmosfera i l'escriptura. Cheuk va guanyar el Millor director novell als 60ns Premis Cavall d'Or i el Millor director novell als 42ns Premis de Cinema de Hong Kong, així com nominacions a Millor director, Millor guió, Millor muntatge.

## Filmografia

### Cinema
| Any  | Títol                                           | Guionista            | Director | Editor | Notes  |
| ---- | ----------------------------------------------- | -------------------- | -------- | ------ | ------ |
| 2011 | Waiting to Drown…                               | Sí                   | Sí       | Sí     | [ 14 ] |
| 2013 | Unbeatable                                      | Ajudant de guionista | No       | No     | [ 7 ]  |
| 2014 | Mo ging                                         | Assistent            | No       | No     | [ 7 ]  |
| 2017 | Zombiology: Enjoy Yourself Tonight (今晚打喪屍) | Sí                   | No       | No     | [ 6 ]  |
| 2017 | Paradox                                         | Sí                   | No       | No     | [ 8 ]  |
| 2023 | Time Still Turns the Pages                      | Sí                   | Sí       | Sí     | [ 1 ]  |

## Premis i nominacions
| Any  | Premi                                                        | Categoria              | treball                    | Resultats | Ref.          |
| ---- | ------------------------------------------------------------ | ---------------------- | -------------------------- | --------- | ------------- |
| 2023 | 25è Premis Golden Goblet                                     | Millor director        | Time Still Turns the Pages | Nominat   | [ 15 ]        |
| 2023 | 60na Premis Cavall d'Or                                      | Millor guió original   | Time Still Turns the Pages | Nominat   | [ 11 ]        |
| 2023 | 60na Premis Cavall d'Or                                      | Millor muntatge        | Time Still Turns the Pages | Nominat   | [ 11 ]        |
| 2023 | 60na Premis Cavall d'Or                                      | Millor director novell | Time Still Turns the Pages | Guanyador | [ 11 ]        |
| 2024 | 30ns Premis de la Societat de Crítics de Cinema de Hong Kong | Millor director        | Time Still Turns the Pages | Nominat   | [ 16 ]        |
| 2024 | 30ns Premis de la Societat de Crítics de Cinema de Hong Kong | Millor guió            | Time Still Turns the Pages | Nominat   | [ 16 ]        |
| 2024 | 17ns Asian Film Awards                                       | Millor director novell | Time Still Turns the Pages | Guanyador | [ 17 ]        |
| 2024 | 17ns Asian Film Awards                                       | Millor muntatge        | Time Still Turns the Pages | Nominat   | [ 17 ]        |
| 2024 | 42ns Premis de Cinema de Hong Kong                           | Millor director        | Time Still Turns the Pages | Nominat   | [ 12 ] [ 13 ] |
| 2024 | 42ns Premis de Cinema de Hong Kong                           | Millor guió            | Time Still Turns the Pages | Nominat   | [ 12 ] [ 13 ] |
| 2024 | 42ns Premis de Cinema de Hong Kong                           | Millor muntatge        | Time Still Turns the Pages | Nominat   | [ 12 ] [ 13 ] |
| 2024 | 42ns Premis de Cinema de Hong Kong                           | Millor director novell | Time Still Turns the Pages | Guanyador | [ 12 ] [ 13 ] |